# Bay Buchanan
Angela Marie „Bay“ Buchanan (* 23. Dezember 1948 in Washington, D.C.) ist eine US-amerikanische Regierungsbeamtin.

## Privatleben
Angela Marie „Bay“ Buchanan, Tochter der Krankenschwester Catherine Elizabeth Crum und des Buchhalters William Baldwin Buchanan,  wurde ungefähr drei Jahre nach dem Ende des Zweiten Weltkrieges geboren. Über ihre Jugendjahre ist nichts bekannt. Sie machte 1971 ihren Bachelor of Science in Mathematik am Rosemont College in Philadelphia (Pennsylvania) und 1973 ihren Master of Science an der McGill University in Montreal (Kanada). Später besuchte sie die University of New South Wales in Australien. 1976 trat sie der Kirche Jesu Christi der Heiligen der Letzten Tage bei. Davor war sie römisch-katholisch. 1982 heiratete sie William Jackson, einen Staatsanwalt, von dem sie sich später scheiden ließ. Das Paar bekam drei gemeinsame Kinder: William (* 1983), Thomas (* 1984) und Stuart (* 1987).

## Beruflicher und politischer Werdegang
Buchanan war 1976 und 1980 bei den Vorwahlen für die Präsidentschaft von Ronald Reagan sowie 1980 bei den Parlamentswahlen von Ronald Reagan und 1984 bei den Parlamentswahlen von George H. W. Bush als der nationale Treasurer tätig. Nachdem sie regelmäßig in der CNN-Nachrichtensendung Inside Politics erschienen war, wurde sie eine Kommentatorin für The Situation Room und später Campbell Brown: No Bias, No Bull. Sie war zuvor als Co-Moderatorin von Equal Time auf CNBC und MSNBC tätig. Während jener Zeit führte sie eine zweistündige Radio-Talkshow.
Im Alter von 32 Jahren wurde sie zum Treasurer of the United States ernannt. Präsident Reagan nominierte sie am 12. Februar 1981 für diesen Posten und der US-Senat bestätigte sie später. Buchanan war damit die jüngste Person, welche dieses Amt bekleidete. Sie fungierte als Treasurer vom 20. März 1981 bis zum 5. Juli 1983. Danach hatte sie den Vorsitz in der President's Commission on Women Business Owners.
Buchanan managte die drei erfolglosen Präsidentschaftskandidaturen ihres Bruders Pat Buchanan.
Sie war 1988 Co-Vorsitzende der Kaliforniendelegation bei der Republican National Convention und im Defense Subcommittee des Party Platform Committee. 1980 kandidierte sie in den republikanischen Vorwahlen gegen den Amtsinhaber Thomas W. Hayes für den Posten des Treasurer of California. Hayes gewann die Vorwahlen, verlor aber gegen die Demokratin Kathleen Brown.
Im Mai 2006 wurde sie zum Vorsitzenden des Team America PAC ernannt, eines politischen Aktionskomitees, welches von Tom Tancredo gegründet wurde. 2007 hatte sie den Vorsitz bei dem Präsidentschaftswahlkampf von Tancredo. Danach wurde sie Senior Advisor von Mitt Romney.
Nach der Präsidentschaftswahl von 2012 wurde sie eine lizenzierte Immobilienmaklerin in Virginia und arbeitet für McEnearney Associates.

## Werke
- 2007: The Extreme Makeover of Hillary Rodham Clinton, Regnery Publishing, ISBN 1-59698-507-0
- 2012: Bay and Her Boys, Da Capo Press